# 嘉定府

四川省の嘉定府の位置（1820年）

嘉定府（かていふ）は、中国にかつて存在した府。宋代から民国初年にかけて、現在の四川省楽山市一帯に設置された。

## 概要
1196年（慶元2年）、南宋により嘉州が嘉定府に昇格した。嘉定府は成都府路に属し、竜游・峨眉・洪雅・夾江・犍為の5県と豊遠監を管轄した。
1276年（至元13年）、元により嘉定府は嘉定府路総管府と改められた。嘉定府路は四川等処行中書省に属し、録事司と直属の竜游・峨眉・夾江・犍為の4県と眉州に属する彭山・青神の2県と邛州に属する大邑県、合わせて1司2州7県を管轄した。
1371年（洪武4年）、明により嘉定府路は嘉定府と改められた。1376年（洪武9年）、嘉定府は嘉定州に降格した。嘉定州は四川省に属し、峨眉・洪雅・夾江・犍為・栄・威遠の6県を管轄した。
1673年（康熙12年）、清により嘉定州は嘉定府に昇格した。嘉定府は四川省に属し、楽山・峨眉・洪雅・夾江・犍為・栄・威遠の7県と峨辺庁を管轄した。
1913年、中華民国により嘉定府は廃止された。